# Большаково (Московская область)
Большаково — деревня в Московской области России. Входит в городской округ Химки. Население — 42 чел. (2010).

## География
Деревня Большаково расположена на севере Московской области, на юго-западе округа, примерно в 14 км к западу от центра города Химки и в 34 км к юго-востоку от города Солнечногорска, у границы с Красногорским районом. Рядом протекает река Банька бассейна Москвы-реки.
В деревне 11 улиц, зарегистрировано 2 садовых товарищества. Ближайшие населённые пункты — деревни Благовещенка, Николо-Черкизово, Фёдоровка и посёлок санатория «Энергия».

## История
В «Списке населённых мест» 1862 года Большаково — владельческое сельцо 3-го стана Московского уезда Московской губернии по левую сторону просёлочного Пятницкого тракта (между Николаевской железной дорогой и Волоколамским трактом), в 27 верстах от губернского города, при колодце, с 6 дворами и 49 жителями (24 мужчины, 25 женщин).
По данным на 1890 год входила в состав Черкизовской волости Московского уезда, число душ составляло 31 человек.
В 1913 году — 7 дворов.
По материалам Всесоюзной переписи населения 1926 года — деревня Фёдоровского сельсовета Ульяновской волости Московского уезда, проживал 61 житель (33 мужчины, 28 женщин), насчитывалось 11 хозяйств, среди которых 10 крестьянских.
С 1929 года — населённый пункт в составе Сходненского района Московского округа Московской области. Постановлением ЦИК и СНК от 23 июля 1930 года округа как административно-территориальные единицы были ликвидированы.
1929—1932 гг. — деревня Юрловского сельсовета Сходненского района.
1932—1940 гг. — деревня Юрловского сельсовета Красногорского района.
1940—1960 гг. — деревня Юрловского сельсовета Химкинского района.
1960—1963 гг. — деревня Кутузовского сельсовета Солнечногорского района.
1963—1965 гг. — деревня Кутузовского сельсовета Солнечногорского укрупнённого сельского района.
1965—1994 гг. — деревня Кутузовского сельсовета Солнечногорского района.
В 1994 году Московской областной думой было утверждено положение о местном самоуправлении в Московской области, сельские советы как административно-территориальные единицы были преобразованы в сельские округа.
В 1994—2004 гг. деревня входила в Кутузовский сельский округ Солнечногорского района, в 2005—2019 годах — в Кутузовское сельское поселение Солнечногорского муниципального района, в 2019—2022 годах  — в состав городского округа Солнечногорск, с 1 января 2023 года включена в состав городского округа Химки.

## Население
| 1852 | 1859 | 1890 | 1899 | 1926 | 1966 | 1998 |
| ---- | ---- | ---- | ---- | ---- | ---- | ---- |
| 38   | ↗49  | ↘31  | ↗32  | ↗61  | ↘59  | ↘14  |
| 2002 | 2010 |      |      |      |      |      |
| ↗36  | ↗42  |      |      |      |      |      |